# Save Rock and Roll
Save Rock and Roll —en español: Salvar el Rock and Roll— es el quinto álbum de estudio de la banda estadounidense de rock Fall Out Boy y el primero tras la reunión del grupo después su separación temporal en 2009. Lo produjo Butch Walker y se lanzó el 16 de abril de 2013 a través de los sellos Island Records y Decaydance Records. Es el primer álbum de la banda en el que todas las canciones tienen su propio videoclip.

## Lista de canciones
Todas las canciones escritas y compuestas por Fall Out Boy.

| N.º   | Título                                                 | Duración |  |
| 1.    | «The Phoenix»                                          | 4:04     |  |
| 2.    | «My Songs Know What You Did in the Dark (Light Em Up)» | 3:08     |  |
| 3.    | «Alone Together»                                       | 3:23     |  |
| 4.    | «Where Did the Party Go»                               | 4:03     |  |
| 5.    | «Just One Yesterday» (con Foxes)                       | 4:04     |  |
| 6.    | «The Mighty Fall» (con Big Sean)                       | 3:32     |  |
| 7.    | «Miss Missing You»                                     | 3:30     |  |
| 8.    | «Death Valley»                                         | 3:46     |  |
| 9.    | «Young Volcanoes»                                      | 3:24     |  |
| 10.   | «Rat a Tat» (con Courtney Love)                        | 4:02     |  |
| 11.   | «Save Rock and Roll» (con Elton John)                  | 4:41     |  |
| 41:37 |                                                        |          |  |

| Japón — Bonus track |                                                                            |          |  |
| N.º                 | Título                                                                     | Duración |  |
| 12.                 | «My Songs Know What You Did in the Dark (Light Em Up)» (Remix de 2 Chainz) | 3:30     |  |

## Posicionamiento en listas
| País              | Listas                   | Mejor posición |
| 2013              | 2013                     | 2013           |
| ----------------- | ------------------------ | -------------- |
| Alemania          | German Albums Chart      | 15             |
| Australia         | Australian Albums Chart  | 3              |
| Austria           | Austrian Albums Chart    | 2              |
| Bélgica (Flandes) | Belgian Albums Chart     | 41             |
| Bélgica (Valonia) | Belgian Albums Chart     | 60             |
| Canadá            | Canadian Albums Chart    | 1              |
| Dinamarca         | Danish Albums Chart      | 27             |
| Escocia           | Scottish Albums Chart    | 2              |
| España            | Spanish Albums Chart     | 67             |
| Estados Unidos    | Alternative Albums       | 1              |
| Estados Unidos    | Billboard 200            | 1              |
| Estados Unidos    | Digital Albums           | 1              |
| Estados Unidos    | Rock Albums              | 1              |
| Finlandia         | Finnish Albums Chart     | 37             |
| Francia           | French Albums Chart      | 25             |
| Irlanda           | Irish Albums Chart       | 4              |
| Noruega           | Norwegian Albums Chart   | 40             |
| Nueva Zelanda     | New Zealand Albums Chart | 2              |
| Países Bajos      | Netherlands Albums Chart | 48             |
| Reino Unido       | UK Albums Chart          | 2              |
| Suiza             | Swiss Albums Chart       | 31             |

## Créditos y personal
| - Fall Out Boy: composición y producción adicional. - Dustin Addis: administración. - Sean Anderson: composición. - Peter Asher: producción en el canto de Elton John. - Leesa D. Brunson: A&R (coordinación). - Greg Calbi: masterización en Sterling Sound, Nueva York. - Jonathan Daniel: administración. - Foxes: vocalista invitada. - Matty Green: asistente de mezcla. - John Hill: composición. - Andrew Hurley: batería, percusión y coros. - Elton John: vocalista invitado. - Joe Laporta: masterización de «The Mighty Fall», «Rat a Tat» y «Save Rock and Roll» en Sterling Sound, Nueva York. - Evan Lipschutz: A&R. - Pamela Littky: fotografía de la banda. - Courtney Love: vocalista invitada. - Rob Mathes: dirección y arreglo orquestal de «The Phoenix» y «Save Rock and Roll». - Bob McLynn: administración. - Grant Wndrbrd Michaels: ingeniería en el canto de Courtney Love. - Doug Neumann: administración. - Todd Russell: dirección de arte y diseño. | - Manny Sánchez: producción e ingeniería adicional de «Miss Missing You» y «Rat a Tat» en I.V. Lab Studios. - Dave Sardy: mezcla en Hillside Manor, Los Ángeles, California. - Big Sean: vocalista invitado. - Jake Sinclair: coros adicionales, percusión adicional, teclado adicional, programación adicional e ingeniería en Rubyred Studios, Venice, California. - Laura Sisk: ingeniería en Sonora Recorders, Los Ángeles, California. - Mark «Spike» Stent: mezcla de «My Songs Know What You Did in the Dark (Light Em Up)» en Mix Suite LA., Santa Mónica, California. - Matt Still: ingeniería en Silent Sound Studios, Atlanta, Georgia. - Roger Stonehouse: fotografía de la portada. - Todd Stopera: ingeniero asistente. - Patrick Stump: voz principal, guitarra, teclado, coros y programación adicional. - Joe Trohman: guitarra, teclado, coros y programación adicional. - Elizabeth Vago: A&R (administración). - Butch Walker: Productor discográfico, composición, coros adicionales, percusión adicional, programación adicional y teclado adicional. - Pete Wentz: bajo y coros. - Eric Wong: producción espiritual. - Kristen Yiengst: ilustraciones y producción de fotografía. - London Symphony Orchestra: orquesta en «The Phoenix» y «Save Rock and Roll». - Grabado en Rubyred Studios, Venice, California. |

Fuente: Folleto de Save Rock and Roll.